# Nokia 3310

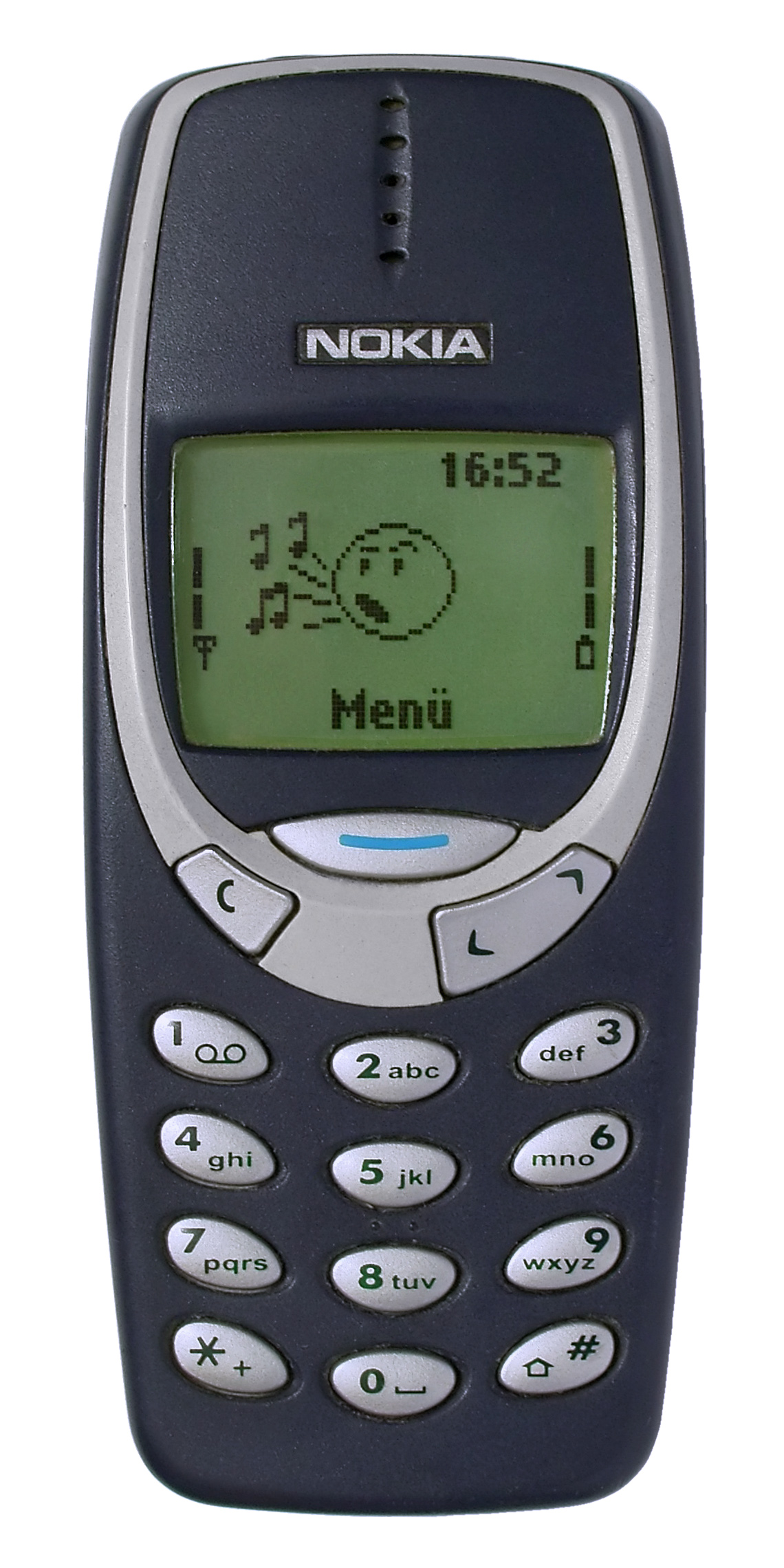
Nokia 3310

Nokia 3310 je mobilní telefon firmy Nokia představený v září roku 2000. Jedná se o nástupce modelu 3210, oproti kterému přináší další funkční a technická vylepšení v duchu pokračující evoluce řady 3xxx. Na trhu se udržel čtyři roky, až do roku 2004. Tento telefon v české anketě Mobil roku 2000 získal první místo v kategorii low-end. Oproti verzi 3210 přišel s mnoha vylepšeními jako rychlejší displej atd.

## Fyzické parametry
Telefon má vnější fyzické rozměry 113 × 48 × 22 mm a jeho hmotnost bez SIM karty je 133 g. Jedná se o telefon klasické konstrukce.

## Displej
Jedná se o monochromatický grafický displej ve tvaru obdélníku, který má rozlišení 84x48 bodů a rozměry 33x19 mm, jeho parametry jsou tedy stejné jako u předchůdce 3210. Rovněž tedy zobrazí při čtení a psaní SMS 4 řádky, jeho podsvícení je také stejné – tvořené zelenožlutými diodami. Tento prvek je tedy naprosto shodný s předchozím modelem. 

## Baterie
Model 3310 je standardně vybaven baterií typu NiMH. Udávaná hodnota pro pohotovostní režim činí 260 h a maximální udávaný hovorový čas je 270 minut.

## Funkční výbava
Paměť na SMS či telefonní čísla stále chyběla, za to ale tento model přinesl do této kategorie vibrační vyzvánění či třeba rychlé vytáčení až osmi čísel. Nová byla také funkce SMS chatu, který se ale příliš neujal, cena jedné zprávy v rámci chatu byla účtována jako standardní SMS. Zatraktivněny byly hry a přibyla funkce upomínek, které umožňovaly připomenout až deseti událostí v zadaný čas. Telefon byl duální – podporoval GSM pásma jak 900, tak 1800 MHz.

## Obliba
Tento model patřil k nejoblíbenějším modelům Nokie, kterého se prodalo kolem 130 milionů kusů. Díky odolné konstrukci a solidnímu zpracování získal přívlastek „nerozbitný“ či „nezničitelný“ telefon. Z tohoto důvodu se o něm na internetu šířily vtipné obrázky, ve kterých je telefon Nokia 3310 nezničitelný a porovnáván s moderními telefony, které (podle těch vtipů) nevydrží jediný zásah.
Společnost Nokia v roce 2017 na trh uvedla pod vedením společnosti HMD Global novou verzi legendární Nokie 3310. Nový telefon sází na design legendárního mobilu z roku 2000, přičemž nabízí o poznání modernější výbavu.